# Пакетный инжектор
Пакетный инжектор (спуфинг пакетов, подделка пакетов, внедрение пакетов), в области компьютерных сетей — процесс воздействия или вмешательства в существующее установленное сетевое соединение путём создания пакетов данных, которые маскируются под стандартный поток информации. Процесс позволяет неизвестному злоумышленнику перехватывать пакеты, передаваемые между согласованными сторонами, что может привести к ухудшению или блокировке возможности пользователей использовать определённые сетевые сервисы или протоколы передачи данных. Пакетный инжектор, как метод, часто применяется в атаках типа «человек посередине» и «отказ в обслуживании».

## Возможности
Сырые сокеты позволяют напрямую управлять сетевыми пакетами, минуя стандартные протоколы ОС. Функции NDIS обеспечивают взаимодействие с сетевыми драйверами. Драйверы режима ядра дают полный контроль над сетевым адаптером. Что позволяет создавать и отправлять в компьютерную сеть произвольные пакеты для различных протоколов передачи данных (например, ICMP, TCP, UDP), контролируя заголовок IP-пакета для точной настройки передачи данных.

## Общая последовательность действий
Пример:
1. Инициализация сырого сокета, который позволяет отправлять пакеты на сетевом уровне без предварительной обработки операционной системой.
2. Формирование заголовка Ethernet в памяти, который содержит информацию о MAC-адресах отправителя и получателя, а также типе протокола.
3. Генерация заголовка IP в памяти, включающего версию IP-протокола, длину заголовка, тип сервиса, общую длину пакета, идентификатор, флаги, смещение фрагмента, время жизни (TTL), протокол и контрольную сумму.
4. Создание заголовка транспортного протокола (TCP или UDP), который включает порты отправителя и получателя, номера последовательности, подтверждения, длину заголовка, флаги, размер окна, контрольную сумму и указатель на срочные данные.
5. Подготовка данных, которые будут внедрены в пакет, например, полезная нагрузка или сообщение.
6. Сборка заголовков и данных вместе для формирования инъекционного пакета, конкатенация заголовков и данных в единый пакет для инъекции.
7. Вычисление правильных контрольных сумм пакетов IP и TCP или UDP, для обеспечения целостности данных при передаче.
8. Отправка пакета на сырой сокет, то есть передача сформированного пакета через сырой сокет для отправки в конечную вычислительную сеть.

## Использование
Пакетный инжектор используется для:
- Нарушение работы ряда сервисных служб (совместное использование файлов или HTTP) интернет-провайдеров и точек беспроводного доступа[5][6]
- Компрометация точек беспроводного доступа, обход безопасности или взлом
- Использование специфического функционала в онлайн-играх
- Определение наличия интернет-цензуры
- Позволяет разработчикам пользовательских пакетов тестировать свои собственные пакеты, размещая их непосредственно в вычислительной сети
- Моделирование сетевого трафика[англ.]
- Моделирование специфического сетевого трафика и пользовательских сценариев
- Тестирование сетевых межсетевых экранов и систем обнаружения вторжений
- Аудит вычислительной сети и устранение неполадок, связанных с вычислительной сетью

## Обнаружение пакетного инжектора
При анализе сетевого трафика с помощью устройств, называемых анализатор трафика или сниффер, на обоих точках доступа сетевых служб, которые пытаются установить связь, можно сравнить результаты. Если в журнале на точке А нет записей об отправке определённых пакетов, которые появляются в журнале на точке В, и наоборот, то несоответствия в журналах пакетов указывают на то, что эти пакеты были подделаны и внедрены посредством промежуточной точки доступа. Обычно для нарушения связи на обе точки доступа отправляется сброс TCP.

## Программное обеспечение
- lorcon, часть Airpwn
- KisMAC
- Pcap (Packet Capture)
- Winsock
- CommView для генератора пакетов Wi-Fi
- Scapy
- Предустановленное программное обеспечение в Kali Linux (предшественником был BackTrack)
- NetHunter (Kali Linux для Android)
- HexInject
- Aircrack-ng